# Laxå
Laxå är en tätort i västra Närke samt centralort i Laxå kommun, Örebro län. Laxå är en gammal järnvägsknutpunkt och industriort. I närheten av Laxå ligger Porla brunn. 

## Ortnamn
Namnet Laxå kommer av läget vid Laxån (i Lassåhna 1529). Förledet Lass- kommer troligen av det dialektala lad 'hög, stapel; vägbank' som rimligtvis syftar på en vägbank där Eriksgatan passerade Laxån. År 1643 anlades här Laxå Bruk.

## Historia
Under Karl XII:s likfärd genom Sverige stannade man till på en av Laxås två herrgårdar, Stora Lassåna, för övernattning.
Västra stambanan genom Laxå öppnades 1862. Laxå blev därpå en järnvägsknut när Nordvästra stambanan (numera kallad Värmlandsbanan) öppnades år 1866. För att undvika att tågen vände i Laxå byggdes en förbifart norr om stationen år 1962. Detta betyder att tågen på Värmlandsbanan numera i allmänhet inte går till Laxå station, utan direkt till Hallsbergs station, varför Laxås karaktär av järnvägsknut till stor del har upphört. 
Det första hotellet i den blivande hotellkedjan Esso Motorhotell placerades på orten invid nuvarande E20 och invigdes 1963, möjligen tack vare läget ungefär halvvägs mellan Göteborg och Stockholm.
Sockenkyrkan flyttades 1899 från Bodarne till Laxå.

### Administrativa tillhörigheter
Laxå var och är kyrkby i Ramundeboda socken (benämnd Bodarne socken före 1910) och tillhörde efter kommunreformen 1862 Ramundeboda landskommun. 1946 ombildades landskommunen till Laxå köping som sedan 1967 utökades innan den 1971 ombildades till Laxå kommun med Laxå som dess centralort.
I kyrkligt hänseende har Laxå alltid hört till Ramundeboda församling.
Orten ingick till 1906 i Grimstens tingslag, därefter till 1927 i Kumla, Grimstens och Hardemo tingslag, sedan till 1948 i Hallsbergs tingslag och slutligen till 1971 i Västernärkes domsagas tingslag. Från 1971 till 2001 ingick Laxå i Hallsbergs domsaga för att från 2001 ingå i Örebro domsaga.

### Befolkningsutveckling
| Befolkningsutvecklingen i Laxå 1950–2020 | Befolkningsutvecklingen i Laxå 1950–2020 | Befolkningsutvecklingen i Laxå 1950–2020 | Befolkningsutvecklingen i Laxå 1950–2020 | Befolkningsutvecklingen i Laxå 1950–2020 |
| ---------------------------------------- | ---------------------------------------- | ---------------------------------------- | ---------------------------------------- | ---------------------------------------- |
|                                          |                                          |                                          |                                          |                                          |
| År                                       |                                          |                                          | Folkmängd                                | Areal (ha)                               |
| 1950                                     | 1950                                     |                                          | 2 142                                    |                                          |
| 1960                                     | 1960                                     |                                          | 3 925                                    |                                          |
| 1965                                     | 1965                                     |                                          | 5 059                                    |                                          |
| 1970                                     | 1970                                     |                                          | 5 847                                    |                                          |
| 1975                                     | 1975                                     |                                          | 5 166                                    |                                          |
| 1980                                     | 1980                                     |                                          | 5 193                                    |                                          |
| 1990                                     | 1990                                     |                                          | 4 393                                    | 419                                      |
| 1995                                     | 1995                                     |                                          | 3 911                                    | 445                                      |
| 2000                                     | 2000                                     |                                          | 3 641                                    | 445                                      |
| 2005                                     | 2005                                     |                                          | 3 307                                    | 454                                      |
| 2010                                     | 2010                                     |                                          | 3 064                                    | 454                                      |
| 2015                                     | 2015                                     |                                          | 3 125                                    | 419                                      |
| 2020                                     | 2020                                     |                                          | 3 203                                    | 432                                      |
|                                          |                                          |                                          |                                          |                                          |

## Näringsliv

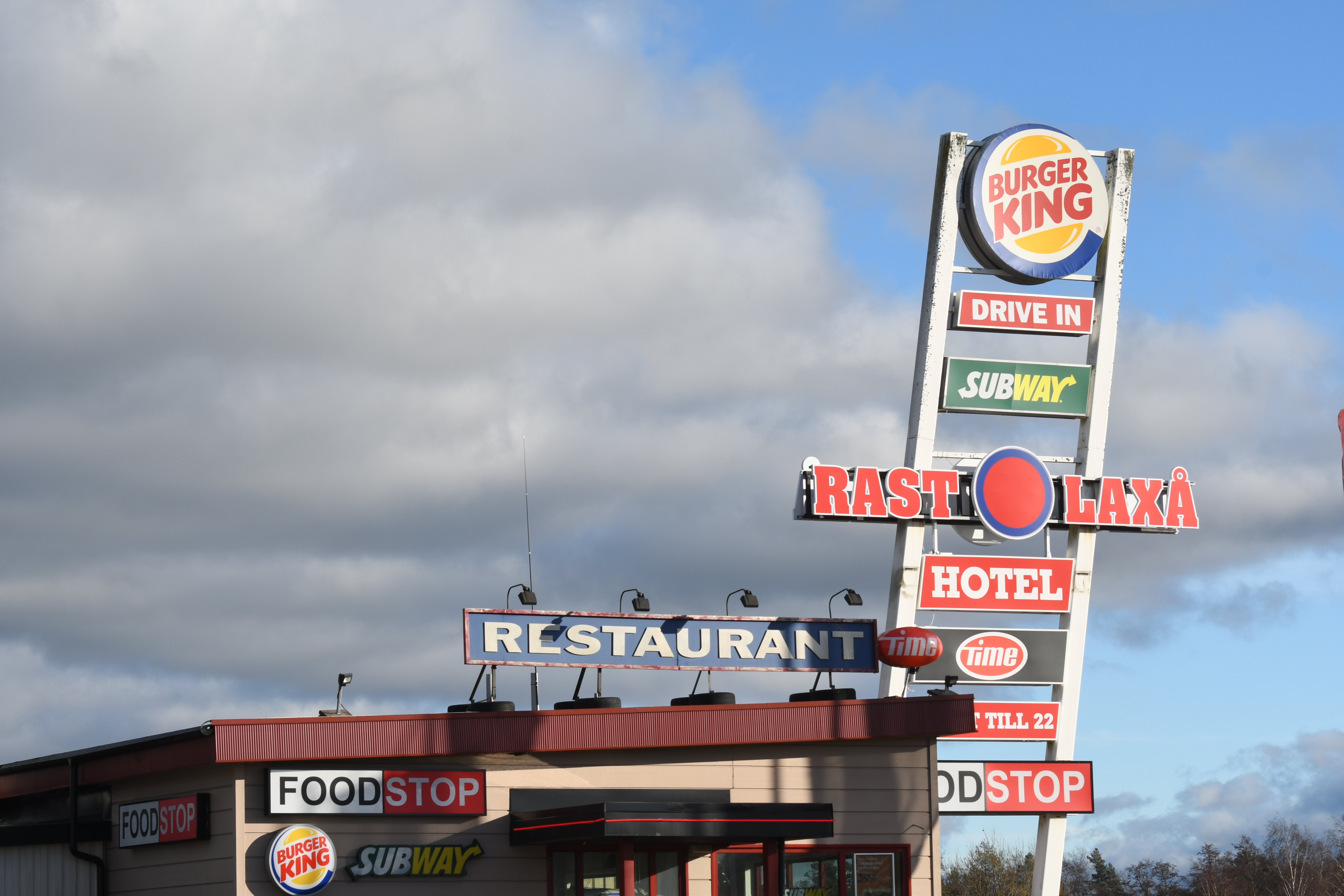
Rastplats vid E20.

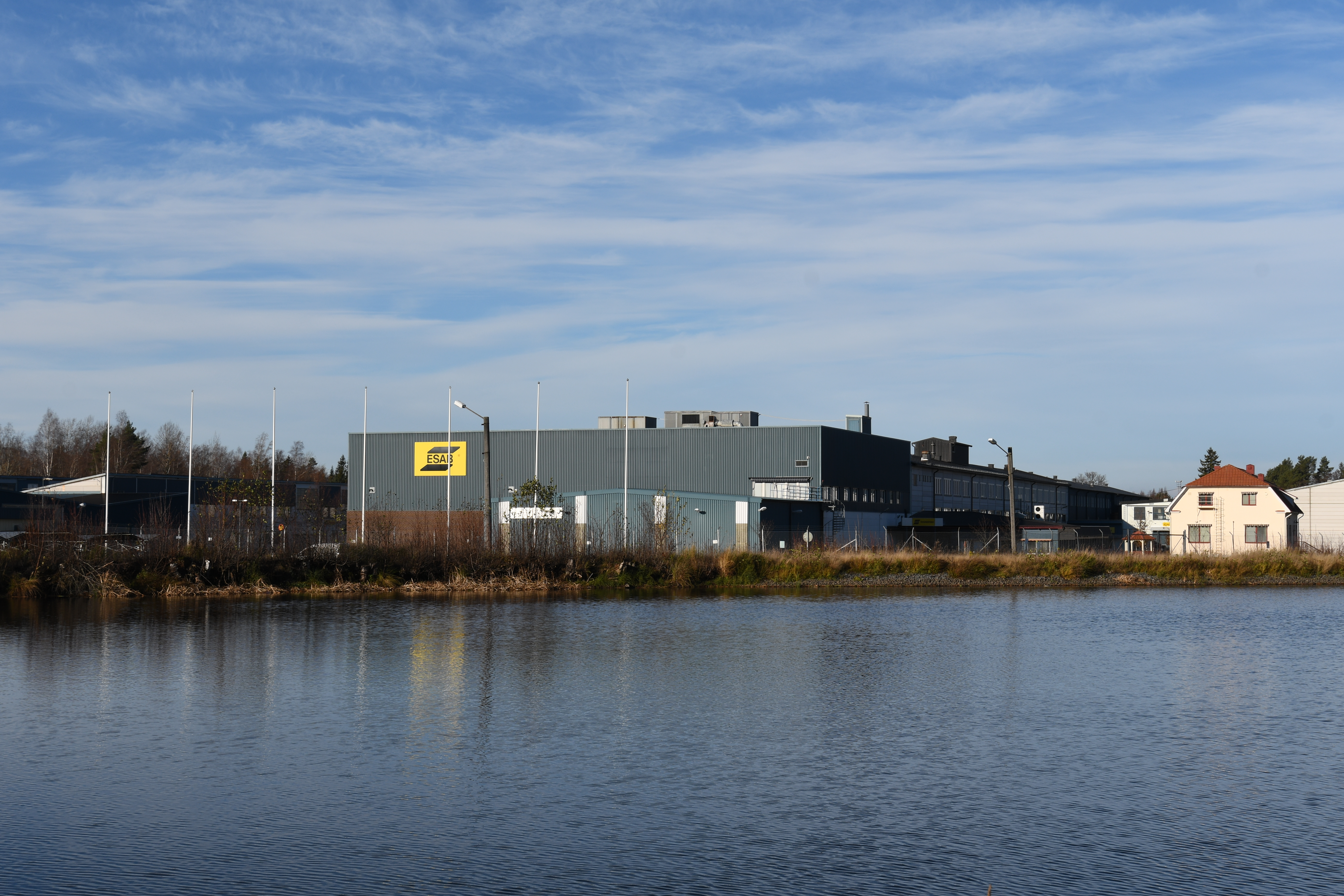
ESAB.

Den kommersiella verksamheten innefattar flera småaffärer och restauranger. Många ligger nära europaväg E20, som delar Laxå i två delar. Nära E20 ligger flera restauranger, exempelvis Burger King, Subway, Time, Sibylla, två pizzerior, "Grindstugan" och "Knuten". Flera butiker finns även längs vägen Dollarstore, Coop och Colorama. Det finns även ett hälsocenter, med bland annat frisör, bowling och gym. I centrum ligger Centrumtorget, med ICA Supermarket och ett antal olika butiker samt Laxågallerian som bland annat huserar en biljardhall. Kring och på Centrumtorget finns gott om parkeringsplatser samt även laddningsstation för el-bil. Strax utanför Laxå i riktning mot Göteborg ligger Marin & Fritid som är Sveriges största marina utställning.
ESAB som är kommunens största privata arbetsgivare har en del av sin produktion tillsammans med sitt huvudlager belägen i Laxå. Laxå Special Vehicles tillverkar speciallösningar av chassin och hytter till lastbilstillverkaren Scania. Laxo Mekan AB tillverkar bland annat timmerbankar till lastbilssläp. Nerikes utbildningar AB bedriver riskutbildning för fordonsförare vid Laxå flygfält.
I Laxå finns även företaget SKOGILA som specialiserar sig inom skog och industrimarknad. 
I över 50 år fanns Laxå Möbellager AB, som innan det lades ner låg i Coloramas lokaler vid E20, men under 2013 avvecklades verksamheten.

### Bankväsende
Den 1 maj 1904 öppnade Kristinehamns enskilda bank ett kontor i Laxå. Denna bank togs år 1911 över av Wermlands enskilda bank som drog in kontoret i Laxå, men återkom 1918, för att år 1920 överlåta verksamheten till Göteborgs bank. Götabanken blev mer långvarig på orten. Laxå hade också ett sparbankskontor tillhörande Länssparbanken Örebro.
Den 31 mars 2011 stängde Nordea kontoret i Laxå. Den 27 april 2018 stängde även Swedbank.

## Skolor, idrott och kultur

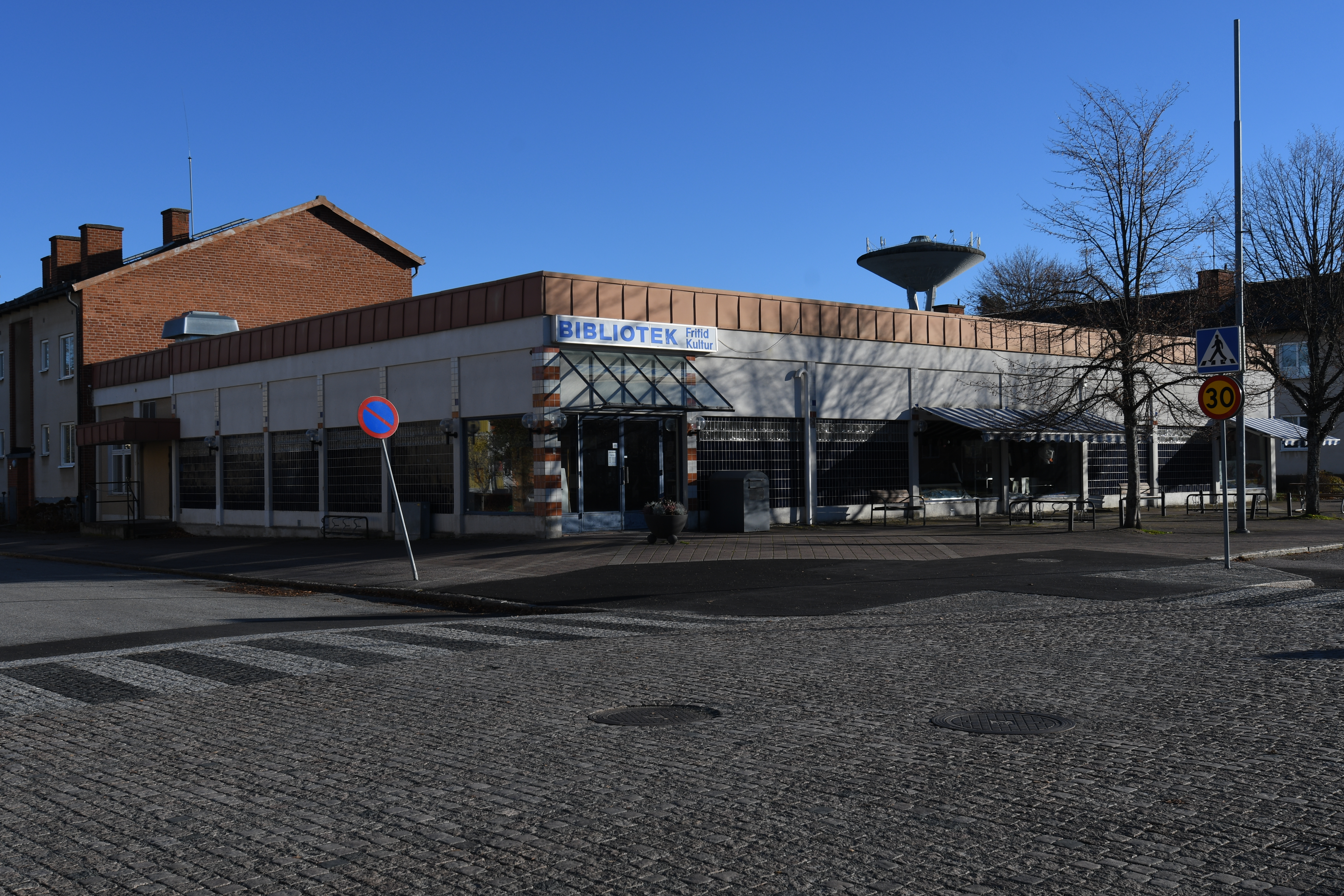
Biblioteket i Laxå.

I Laxå finns två lågstadieskolor, Saltängsskolan och Lindåsskolan och en mellan- och högstadieskola, Centralskolan. 
Under perioden 1993–2001 arrangerade den ideella föreningen Fetsen festivalen Laxåfesten.
Mats Olsson och Towa Carson besjöng orten med låten Laxå år 1967.

## Kyrkor i Laxå

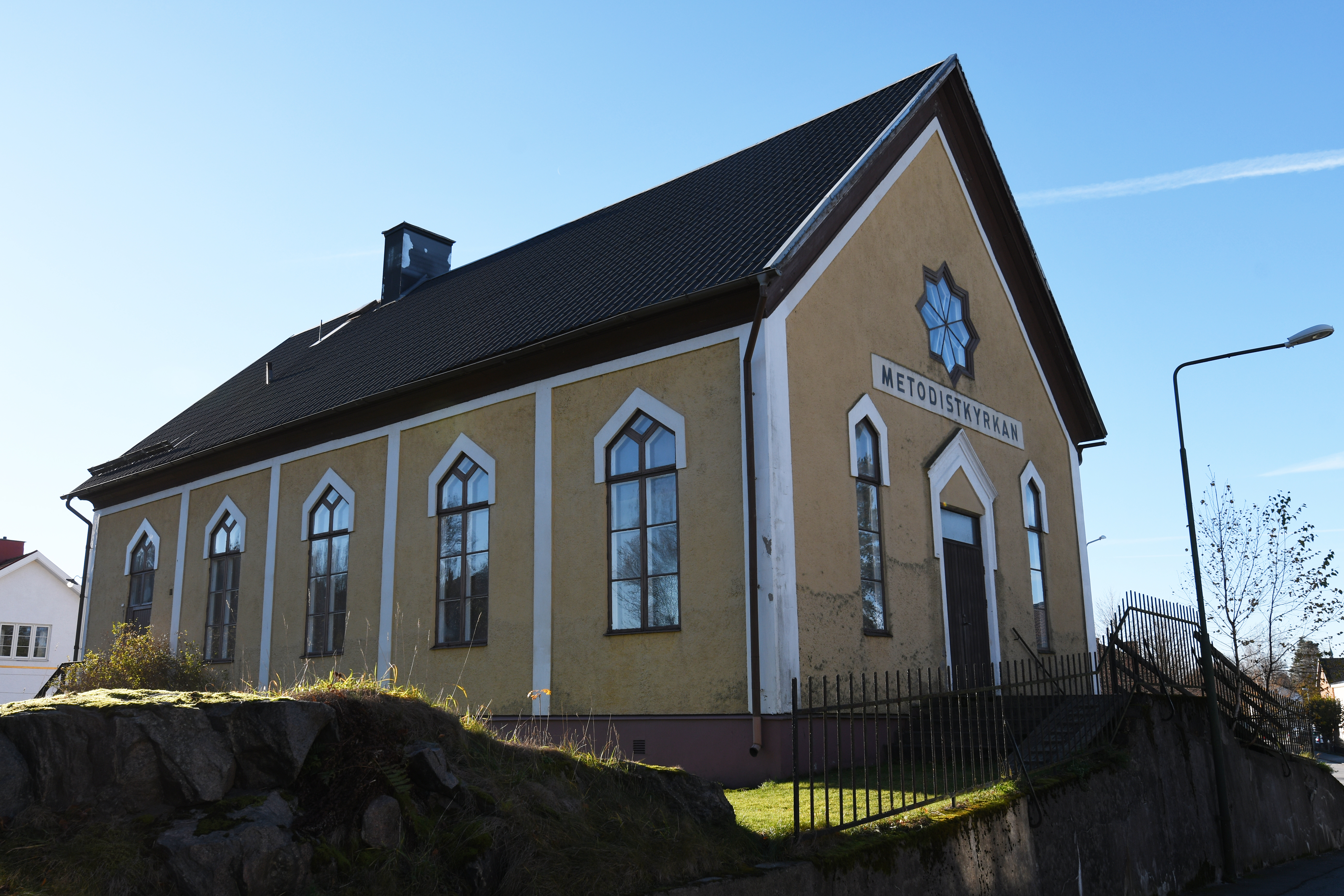
Metodistkyrkan.

- Bergskyrkan (efter ett samgående 2014 mellan Missionsförsamlingen och Pingstförsamlingen).
- Metodistkyrkan (Metodister i Sverige).
- Ramundeboda kyrka (Svenska kyrkan).
- Tallstigskyrkan (Evangeliska Frikyrkan).

## Kända personer från Laxå
Se även Personer från Laxå
- Sångerskan Lotta Engberg har bott i Laxå och ställde 2008 upp i körslaget med en kör som bestod av Laxåbor.
- Äventyraren Fredrik Sträng, uppväxt i Laxå.[19]
- Skådespelaren Tomas Tivemark, uppväxt i Laxå.[19]
- Fotbollsspelaren Jacob Rinne, uppväxt i Laxå.[19]
- Fotbollsspelaren Jamie Bichis. Uppväxt i Laxå.
- Fotbollsspelaren Elias Pihlström. Uppväxt i Laxå.